# Берлинский автобус
Берлинский автобус — один из основных видов общественного транспорта Берлина. Городскую автобусную сеть (наряду с метрополитеном, трамваем и паромом) по договору с Сенатом Берлина обслуживает единственный оператор: BVG.

## Городской автобус в системе общественного транспорта Берлина
По количеству находящихся в эксплуатации автобусов и перевозимых  ими пассажиров Берлин находится в Германии на втором месте, уступая лишь агломерации Франкфурта-на-Майне. На берлинские автобусы ныне приходится более четверти всех общественных пассажирских перевозок города. Кроме того, он имеет самую длинную маршрутную сеть и наибольшее количество подвижного состава, линий и остановок по сравнению со всеми остальными видами коммунального транспорта, а расстояния, покрываемые рейсовыми автобусами каждый день, намного превышают соответствующие показатели  трамвая, метрополитена, пригородных поездов и городской электрички вместе взятых. В отличие от рельсового транспорта, где изменения в маршрутной сети и графиках движения возможны после длительной подготовки и значительных инвестиций, городской автобус является самым гибким сегментом транспортного сектора, способным обеспечить пассажирские перевозки во время массовых мероприятий, ремонтных работ, техногенных катастроф и др. Для многих, особенно окраинных, районов Берлина автобус является единственным доступным транспортным средством, без которого невозможно обеспечение мобильности жителей немецкой столицы.
По статистике среднее время, затрачиваемое на поездки в автобусе, составляет в рабочие дни чуть более получаса, за которые пассажиры успевают проехать по городу примерно 5,4 км. Ежедневно пассажироперевозками заняты более 2 600 водителей автобусов, всего же в BVG их насчитывается более 4 700. За день каждый автобус покрывает расстояние в 300—400 км при средней скорости движения 19,5 км/ч, однако, на особенно загруженных улицах в центре Берлина этот показатель может падать и до 14 км/ч. Из-за всё увеличивающихся транспортных потоков скорость перевозок за последние годы уменьшилась на 80 % всех автобусных маршрутов, а по сравнению с 1960-ми годами она снизилась в целом на 2,4 км/ч. Хотя бы отчасти изменить эту негативную тенденцию должно запланированное удвоение продолжительности автобусных полос и предоставление приоритета общественному транспорту при пересечении перекрёстков.
Отдельной проблемой является обеспечение мобильности лиц с ограниченными возможностями. В настоящее время лишь 10 % от 6 500 остановок берлинских автобусов оборудованы с учётом требований для перевозки этой группы населения. Поскольку соответствующее переоборудование одной остановки стоит до 20 тыс. €, на выполнение этих работ потребуются многие годы.
С учётом постоянного увеличения населения Берлина, маятниковой миграции и туризма к 2035 году прогнозируется рост автобусных перевозок ещё примерно на 10 %.

## История берлинского автобуса

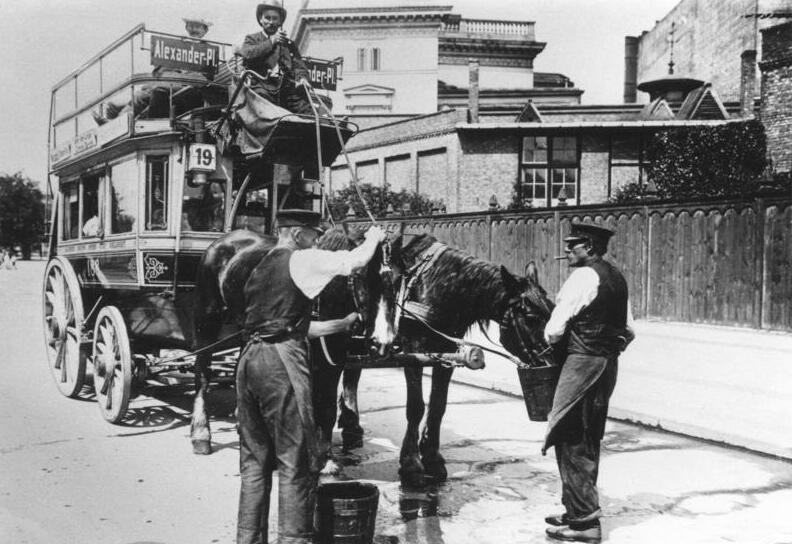
Берлинский омнибус на «заправке»

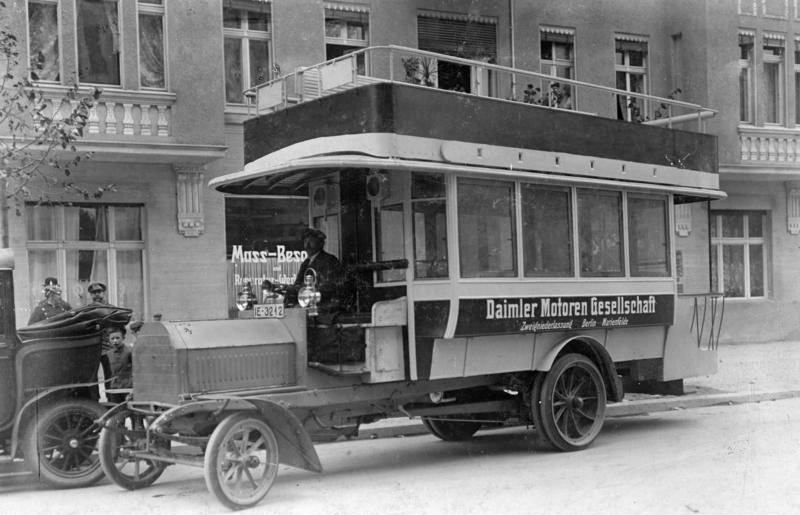
Один из первых берлинских автобусов (1907)

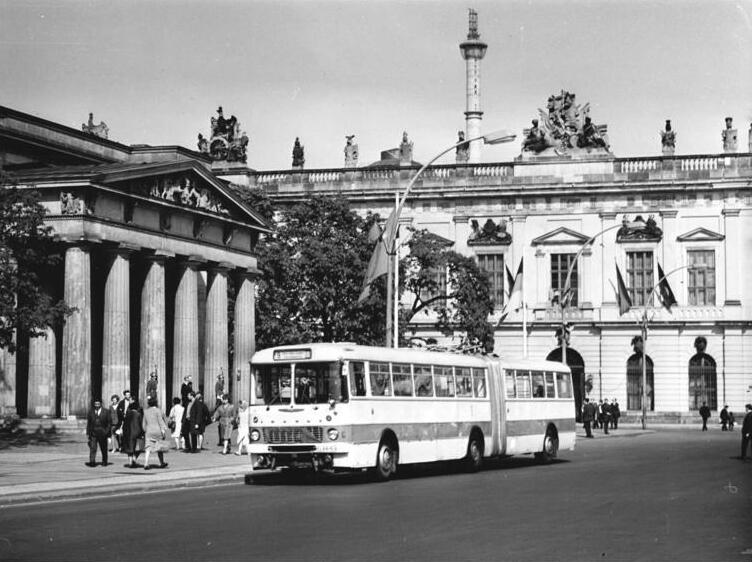
Ikarus 180 на Унтер-ден-Линден (май 1967)

Омнибусное сообщение — предшественник современного автобуса — в Берлине было впервые открыто между Бранденбургскими воротами и Шарлоттенбургом 20 мая 1825 года. В 1846 году в городе насчитывалось 5 регулярных маршрутов, однако в дни мартовской революции все омнибусы были использованы в качестве баррикад и пришли в полную негодность. Потребовалось немало времени, пока омнибусы вновь заявили о себе: в 1865 году их было уже 305 на примерно 40 маршрутах. Несколько десятилетий подряд фактической монополией в секторе омнибусных перевозок обладала ABOAG — фирма, от которой берёт свои истоки нынешний эсплуатант берлинских автобусов BVG. В 1875 году городские омнибусы перевезли в общей сложности 14 млн. пассажиров. Конструкция омнибусов постоянно совершенствовалась, и выпускались они в нескольких разновидностях: от лёгкого прогулочного варианта на 12 пассажиров до двухэтажных моделей с винтовой лестницей и 30 посадочными местами общей длиною более 7 метров.
Несмотря на несколько попыток организовать движение при помощи электрической тяги (так 25 мая 1898 года в Берлине был представлен первый в мире электробус, некоторое время курсировавший между Анхальтским и Штеттинским (ныне Берлин-Северный) вокзалами), омнибусы по-прежнему оставались вне конкуренции, пока 19 ноября 1905 года на улицы города не вышли два первых автобуса с двигателями внутреннего сгорания. Именно эта дата и отмечается как день рождения берлинского автобуса. В 1914 году в Берлине уже насчитывалось 400 автобусов, курсировавших на 25 линиях. Тем не менее омнибусы ещё долго не сдавали своих позиций, а количество тягловых лошадей перед войною достигло почти 5 000. Наиболее подходящими для городского движения считались лошади  завозимые из России: лёгкие, непритязательные, с крепким телосложением и спокойным темпераментом. Они закупались в возрасте 4 или 5 лет по цене 500-600 марок, служили в среднем 6 лет и пробегали до 30 км в день.
С началом войны почти все автобусы и большинство лошадей были конфискованы для нужд армии. Тяжёлое состояние экономики не позволяло приобретать новую технику и оплачивать работу водителей, а галопирующая инфляция привела к тому, что одна поездка на автобусе стоила 150 млрд. марок. Но даже в таких условиях автобусы, доказав своё преимущество в скорости, комфорте и экономичности, продолжили развиваться, а со своим последним рейсом на конной тяге 23 августа 1923 года почти вековая эра омнибусных перевозок в Берлине подошла к концу.
С основанием BVG и передачей ей всех пассажирских перевозок на автобусных, трамвайных линиях и метрополитене в истории берлинского автобуса была открыта новая страница, и в 1929 году он характеризовался следующими цифрами:
- количество подвижного состава: 681
- общая длина маршрутов: 322 км
- общее количество рейсов: 277,1 млн.
- средний расход топлива: 0,56 л/км.

Великая депрессия надолго задержала развитие транспортного сектора немецкой столицы, бурно продолжившееся лишь с середины 30-х годов. Но тут уже новая война внесла свои коррективы в подъём берлинского транспорта: из 908 автобусов к её концу осталось на ходу осталось только 18, а в апреле 1945 года пассажирские перевозки в городе были полностью прекращены. В качестве одной из первоочередных мер по восстановлению разрушенного города 13 мая его первый комендант генерал Берзарин распорядился возобновить движение автобусов в городе. Заметный рост автобусных перевозок начался с 1950 года, когда почти все улицы города были отремонтированы для автомобильного движения, а топливо и шины перестали быть дефицитом. Разделение Берлина на зоны оккупации нанесло заметный отпечаток на судьбу автобусных сообщений: в то время как в столице ГДР трамвайные и троллейбусные маршруты эксплуатирововались и дальше, в Западном Берлине единственным уличным общественным транспортным средством остался автобус. Такая ситуация сохранилась до объединения Германии и а вместе с ним и общественного транспорта города. Маршрутные линии вновь связали восточные и западные районы Берлина, а автобусный парк, тарифы и графики движения были унифицированы.

## Маршрутная сеть

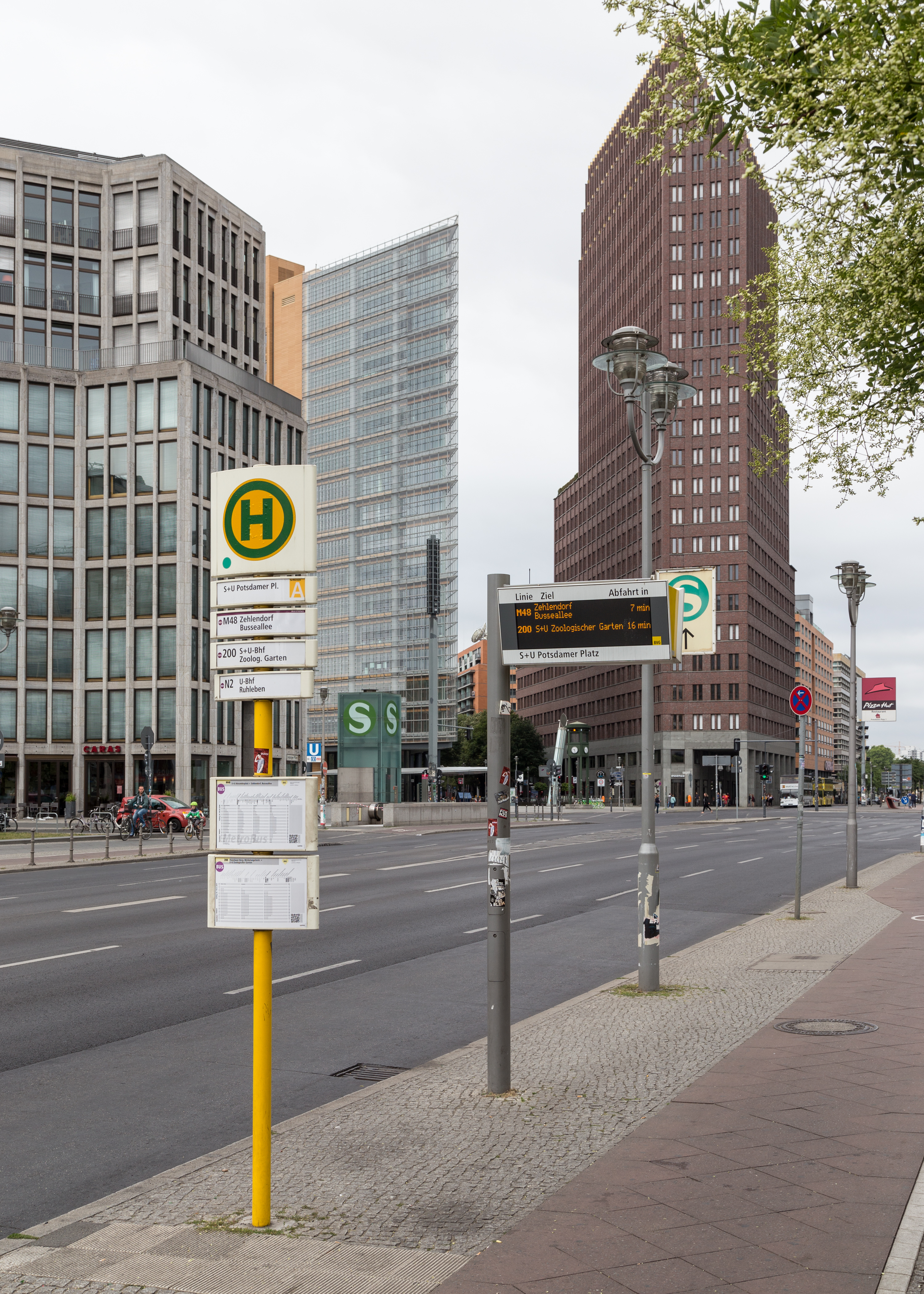
Автобусная остановка на Потсдамской площади с указателями графика движения

Впервые нумерация автобусных (тогда — омнибусных) маршрутов была введена в Берлине в апреле 1904 года (до этого номера получали лишь сами транспортные средства).
Современная схема была введена в 1991 году после передачи BVG всего городского общественного транспорта западных и восточных районов города. Для стандартных маршрутов берлинского автобуса зарезервированы номера от 100 до 399, причём первая цифра 1 или 2 указывает на то, что интервал движения составляет не более 20 минут, а 3 — на то, движение осуществляется по индивидуальным графикам. Экспресс-линии начинаются с буквы X, метро-линии (названные от слова метрополия (нем. Metropole) и введённые в декабре 2004 года) — с буквы M. Вторая цифра указывает на округ города (в границах 1991 года), по территории которого проходит соответствующий маршрут. Третья цифра используется для сквозной нумерации. Особое  обозначение имеет автобусный маршрут TXL-bus, связывающий центр города (площаль Александерплац),  главный железнодорожный вокзал и аэропорт Тегель, имеющий международный код TXL - на этом маршруте у автобусов на маршрутной табличке вместо цифр написаны буквы TXL.
В ночное время в дополнение к метро-линиям, эксплуатирующимся круглосуточно, перевозка пассажиров осуществляется на ночных линиях, нумерация которых начинается с буквы N. Ночные линии с трёхзначной нумерацией заменяют самые важные дневные, а маршруты N1—N3 и N5—N9 — соответствующие линии метрополитена от U1 до U9. Интервал движения — не более 30 минут. Линия N7 — самая длинная в Берлине: чтобы проехать все её 90 остановок потребуется почти 2 часа. Для сравнения: самый короткий экспресс-маршрут X7 имеет всего две остановки и находится в пути 7 минут.
У туристов особенно любимы  маршруты 100 и 200, по пути следования которых можно видеть многие достопримечательности немецкой столицы: мемориальную церковь кайзера Вильгельма, колонну Победы, дворец Бельвю, Рейхстаг, Бранденбургские ворота, Унтер-ден-Линден, Берлинский кафедральный собор, Красная ратушу, Александерплац и др.

## Оплата проезда
С точки зрения оплаты проезда автобусные маршруты входят в общую систему городского общественного транспорта Берлина. Так что тарификация осуществляется по общим, для всего городского транспорта, правилам. Весь Берлин делится на 3 зоны, обозначаемые буквами латинского алфавита: A (кольцевая линия городской электрички S-bahn и вся территория внутри неё), B (от границы зоны A до административных границ города) и C (ближние пригороды). Цена билета зависит от того, проходит ли поездка в пределах одной зоны или пересекает границы зон. Стандартный тариф "ABC" для поездок во всех видах транспорта в течение 2 часов с неограниченным числом пересадок и с возможностью поездки по всем тарифным зонам стоит 3,40 € (льготный: 2,50 €), тариф "AB" для центральной и средней зоны — 2,80 € (льготный: 1,70 €), для поездок на короткие расстояния, т.е. не более чем 6 остановок — 1,70 € (льготный: 1,30 €). Кроме того, предлагаются различные абонементы, транспортные карты, билеты для групп. Провоз велосипедов разрешён только на ночных маршрутах (один велосипед на автобус), при этом детские и инвалидные коляски имеют приоритет.
Салоны автобусов регулярно проверяются билетными инспекторами. Штраф за безбилетный проезд — 60 евро. Мероприятия по осуществлению контроля оплаты проезда и неукоснительного соблюдения пассажирами правил пользования общественным транспортом Берлина едины и действительны для всех городов Германии. В ряде случаев проверки осуществляются с привлечением сил бундесполиции. Контроль автобуса обычно продолжается до поимки первого безбилетника, реже двух (абсолютное большинство пассажиров имеют билет). После этого нарушителя высаживают, взимают штраф 60 евро и переписывают паспортные данные. На попавшихся более двух раз составляется заявление в полицию.
С 1 мая 1981 года берлинские автобусы работают без кондукторов, оплатить проезд можно при входе у водителя. Кроме того проездные документы можно купить в билетных автоматах или онлайн.

## Подвижной состав

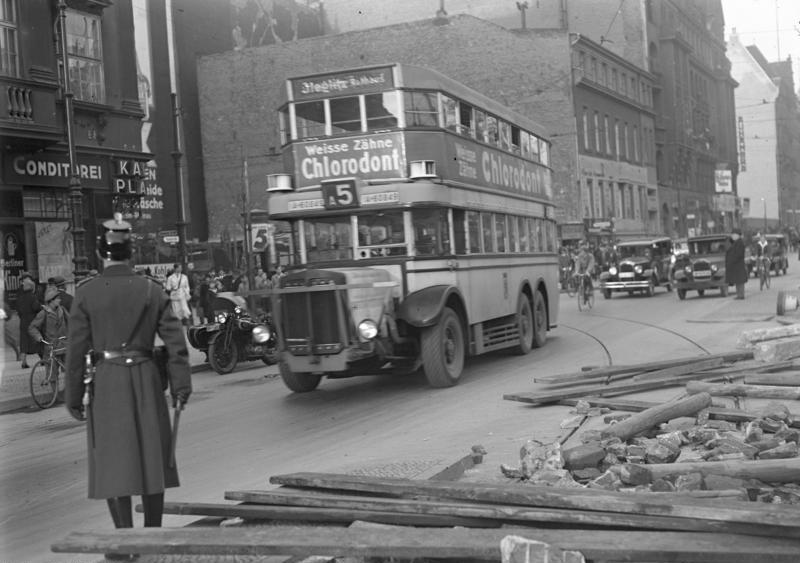
Автобус NAG D2 во время стачки BVG (ноябрь 1932)

Первые берлинские автобусы, вышедшие на улицы города в ноябре 1905 года, были изготовлены на заводе фирмы Benz в Мариенфельде, имели бензиновый двигатель мощностью 22 лошадиные силы и 3 стоячих и 34 сидячих места, расположенных на двух этажах, второй из которых был открытым типа империал и в шутку называемый берлинцами «полкой для цветов». На смену им пришли автобусы RK-Wagen, названные в честь тогдашнего директора ABOAG Роберта Кауфмана (нем. Robert Kaufmann), длиною 8 м и весом почти 5 тонн, с четырёхцилиндровым двигателем мощностью 45 л. с., способные развивать скорость до 25 км/ч и перевозить до 50 пассажиров. С 1927 года выпускались первые закрытые двухэтажные автобусы модели NAG D2 (длина: 8,6 м, вес: около 7 т, вместимость: 61 место, скорость: до 52 км/ч), некоторые из которых были на ходу и в послевоенное время. Всего же за всё время эксплуатации на берлинские улицы выходило более 80 различных моделей автобусов, произведённых фирмами Büssing, MAN, Daimler, Ikarus и др. Серия Икарус закупалась только для Восточного Берлина и в 70—80-е гг составляла бо́льшую часть его автобусного парка. На линии 218 до сих пор можно встретить автобусы из 60-х и 70-х годов: такие как Büssing DE или MAN SD200, причём на счету первого из них уже более 1,2 млн. пройденных километров.
В настоящее время пассажирскими перевозками заняты порядка 1 400 автобусов, 1300 их которых принадлежит BVG, а оставшиеся управляются ею по договорам аренды. Все находящиеся в эксплуатации автобусы можно разделить на три категории: стандартные одноэтажные (нем. Eindecker), сочленённые (нем. Gelenkbus) и двухэтажные (нем. Doppeldecker).

### Одноэтажные автобусы

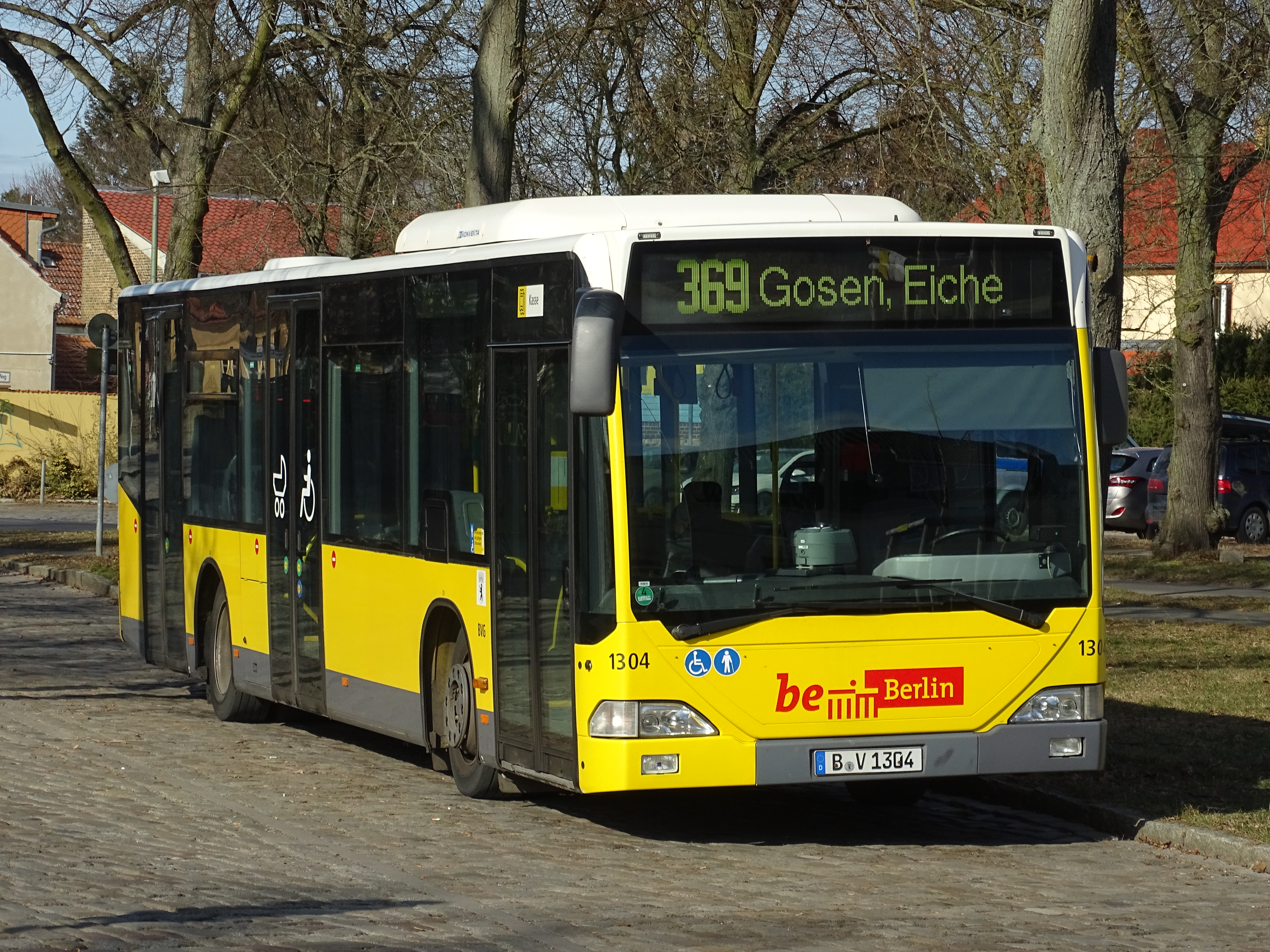
Citaro O530 маршрута 369

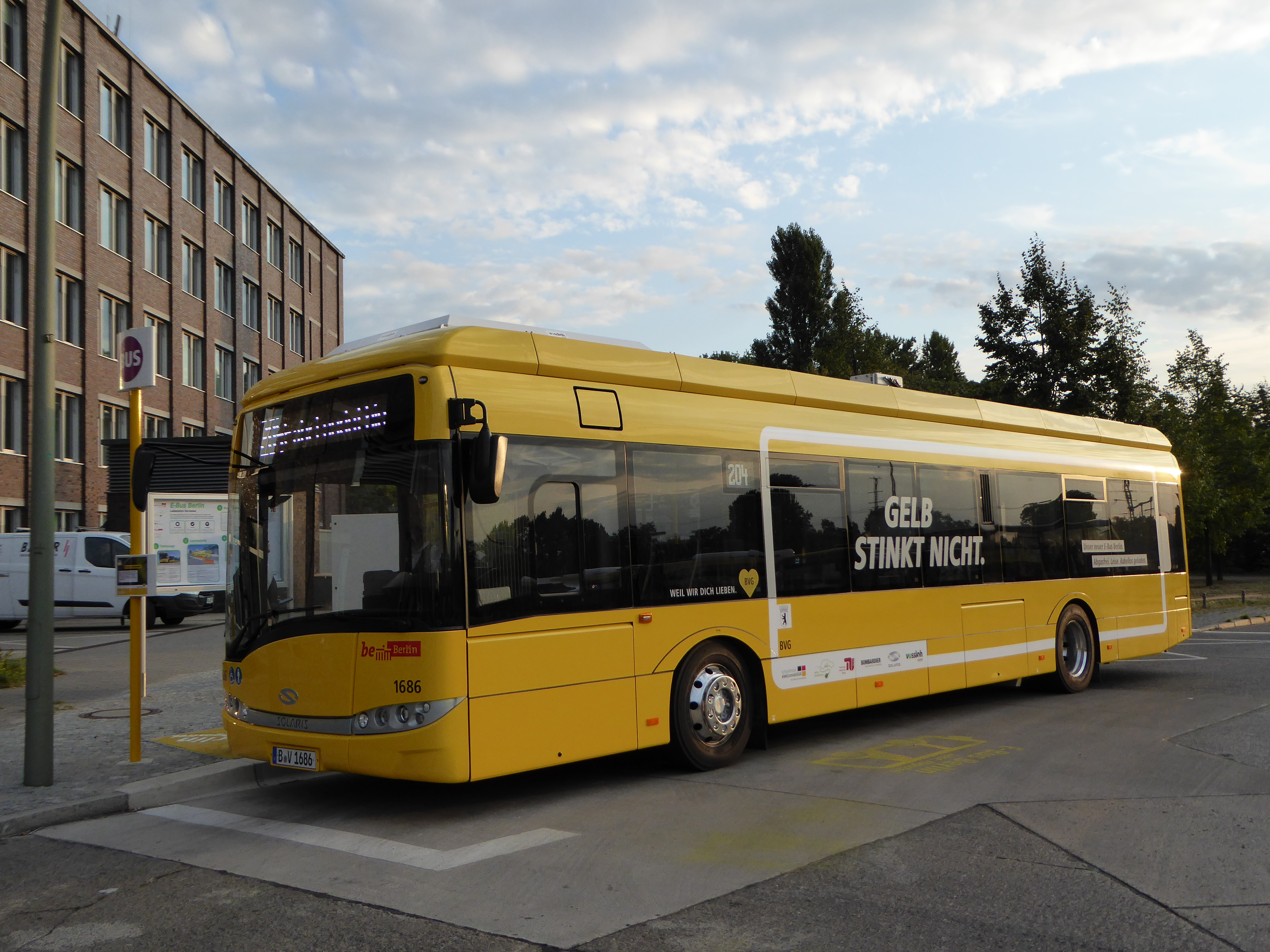
Электробус Urbino 12 на маршруте 204

Применяются в основном на маршрутах с небольшим пассажиропотоком, на ночных линиях, а так же там, где более длинные или высокие модели не могут применяться из-за своих габаритов (к примеру, при проезде под низкими мостами). Модели, не имеющие кода BVG, не находятся в её собственности. Urbino 12 — единственные на сегодняшний день маршрутные электробусы в Берлине.
| Код BVG  | Модель              | Приобретённое количество | Производитель | Начало производства (год) | Вместимость (чел.) | Мощность двигателя (кВт⋅ч) | Максимальная скорость (км/ч) | Длина (м) | Полный вес (т) |
| -------- | ------------------- | ------------------------ | ------------- | ------------------------- | ------------------ | -------------------------- | ---------------------------- | --------- | -------------- |
| E13      | Citaro O530         | 97                       | EvoBus        | 2002                      | 70                 | 205                        | 85                           | 12        | 18             |
| E14      | Citaro O530 L       | 71                       | EvoBus        | 2002                      | 81                 | 220                        | 85                           | 15        | 23,5           |
| E17      | NL 263              | 15                       | MAN           | 2004                      | 70                 | 191                        | 80                           | 12        | 18             |
| E18      | Citaro O530         | 30                       | EvoBus        | 2005                      | 70                 | 205                        | 80                           | 12        | 17,4           |
| E23      | Citaro O530         | 81                       | EvoBus        | 2006                      | 70                 | 209                        | 80                           | 12        | 18             |
| E24      | Citaro O530 LE      | 1                        | EvoBus        | 2006                      | 70                 | 220                        | 95                           | 12        | 18             |
| E26      | Citaro O530 LE      | 151                      | EvoBus        | 2009                      | 70                 | 220                        | 95                           | 12        | 18             |
| E28, E30 | Citea LLE 120       | 112                      | VDL           | 2012                      | 70                 | 162                        | 85                           | 12        | 14,87          |
| E31      | Urbino 12 elec.     | 4                        | Solaris       | 2015                      | 70                 | 160                        | 65                           | 12        | 18             |
| -        | Citaro O530         | 80                       | EvoBus        | 2009                      | 70                 | 210                        | 95                           | 12        | 18             |
| -        | A21                 | 5                        | MAN           | 2009                      | 70                 | 206                        | 74                           | 12        | 18             |
| -        | A66 Midi            | 5                        | MAN           | 2009                      | 60                 | 184                        | 82                           | 9,6       | 14,8           |
| -        | Citaro O35 Sprinter | 28                       | EvoBus        | 2009                      | 22                 | 80                         | 90                           | 6,9       | 5              |

### Сочленённые автобусы

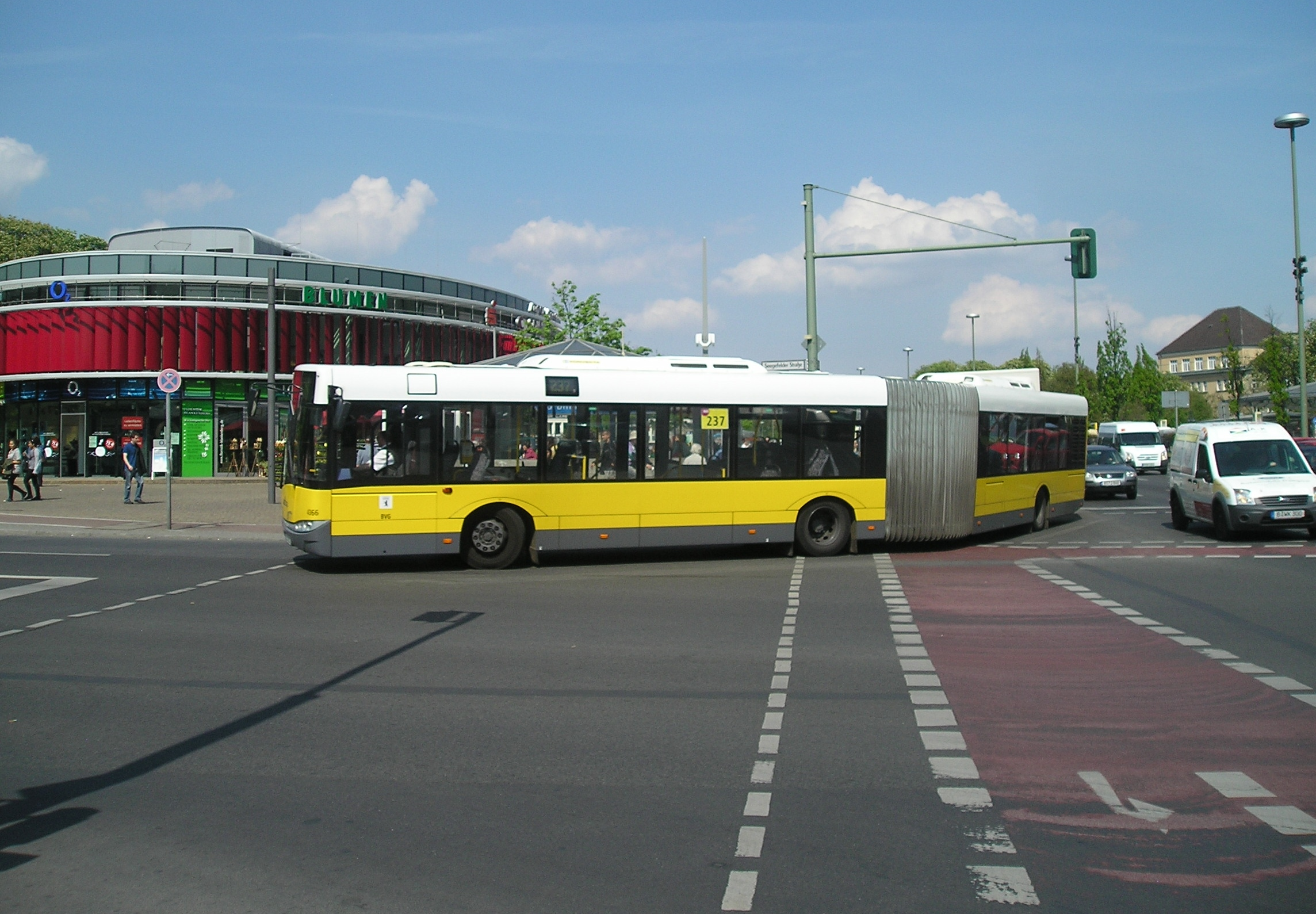
Urbino 18 на маршруте 237

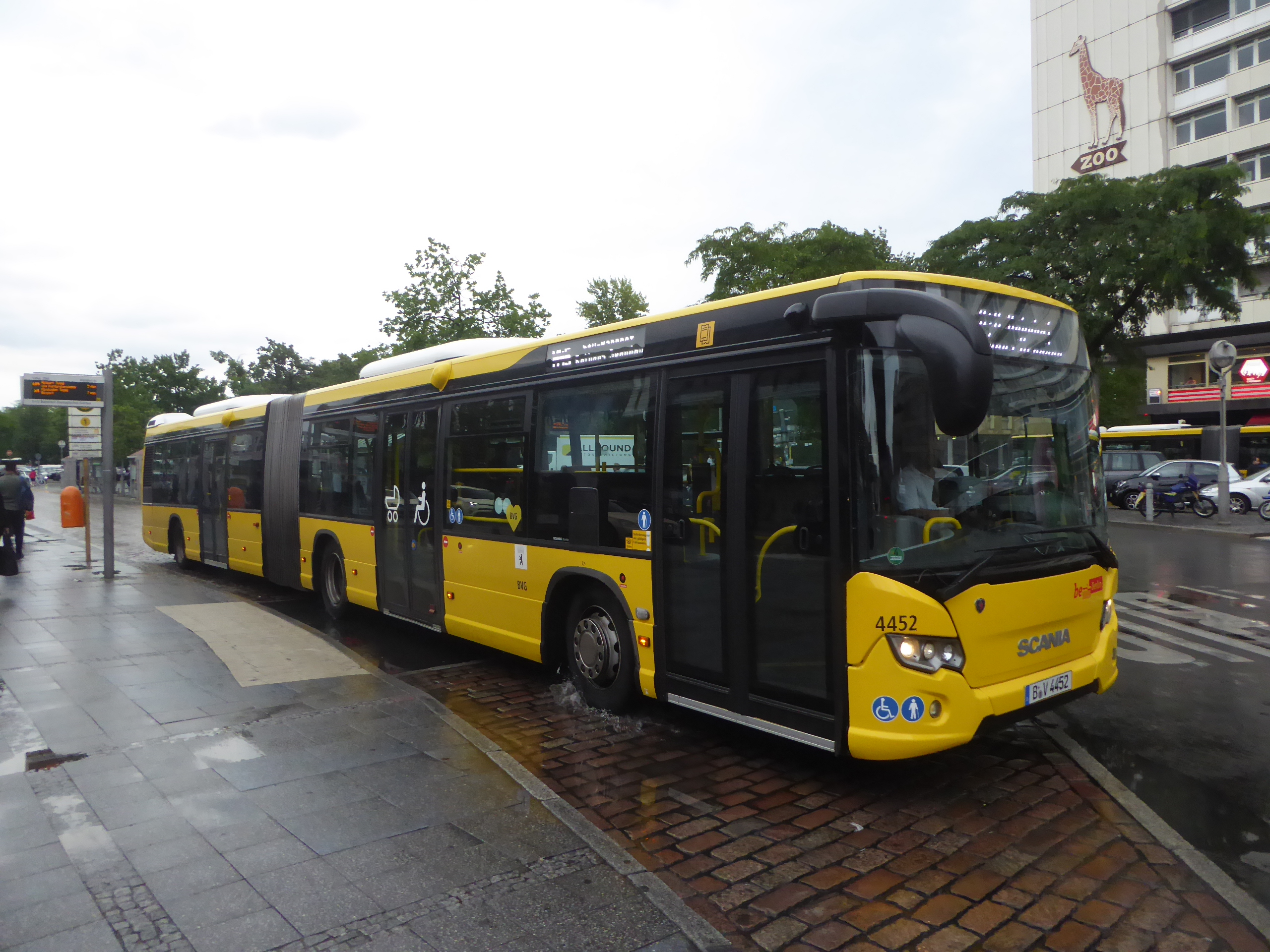
Citywide LFA на линии M45

Являются компромиссным вариантом между одно- и двухэтажными автобусами.
| Код BVG | Модель         | Приобретённое количество | Производитель | Начало производства (год) | Вместимость (чел.) | Мощность двигателя (кВт⋅ч) | Максимальная скорость (км/ч) | Длина (м) | Полный вес (т) |
| ------- | -------------- | ------------------------ | ------------- | ------------------------- | ------------------ | -------------------------- | ---------------------------- | --------- | -------------- |
| G11     | Citaro O530 GN | 37                       | EvoBus        | 2003                      | 99                 | 220                        | 91                           | 18        | 28             |
| G09     | Urbino 18      | 10                       | Solaris       | 2003                      | 99                 | 228                        | 85                           | 18        | 28             |
| G10     | NG 313         | 35                       | MAN           | 2004                      | 99                 | 228                        | 80                           | 18        | 28             |
| G12     | Urbino 18      | 131                      | Solaris       | 2005                      | 99                 | 228                        | 80                           | 18        | 28             |
| G13—15  | Urbino 18      | 153                      | Solaris       | 2007                      | 99                 | 231                        | 80                           | 18        | 28             |
| G16     | Citywide LFA   | 110                      | Scania        | 2015                      | 99                 | 235                        | 80                           | 18        | 28             |

### Двухэтажные автобусы

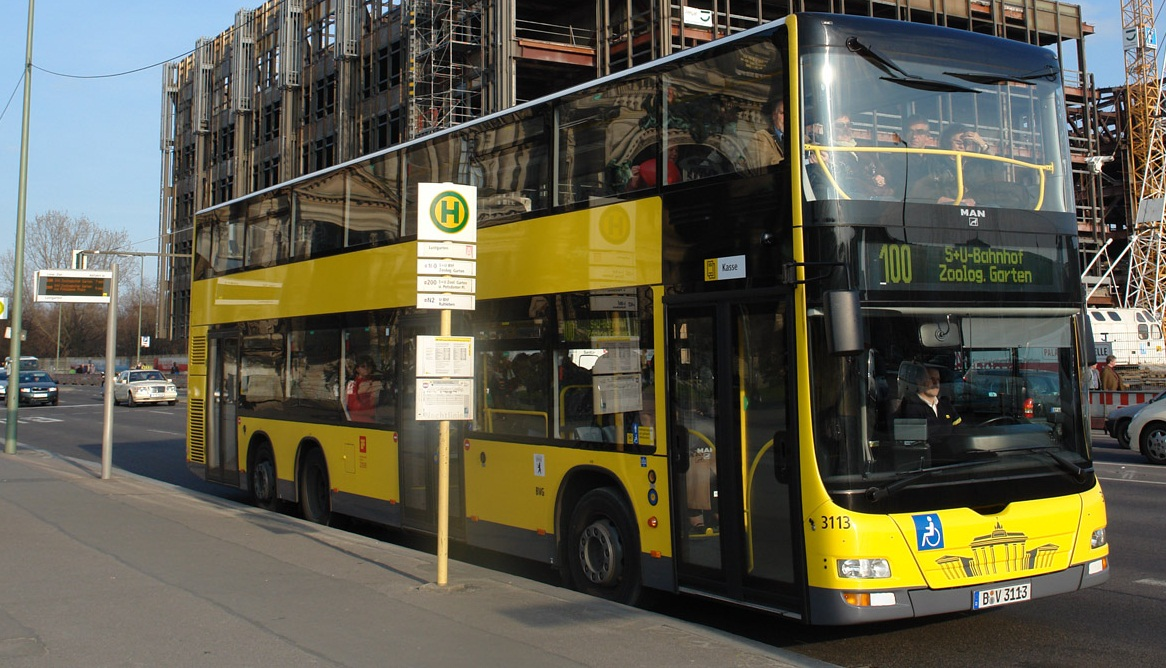
NEOMAN A39 на линии 100

Из-за своей повышенной вместительности применяются в основном на самых загруженных маршрутах. Плановый срок эксплуатации двухэтажных автобусов составляет 12 лет, что на два года больше, чем у одноэтажных моделей.
| Код BVG | Модель        | Приобретённое количество | Производитель | Начало производства (год) | Вместимость (чел.) | Мощность двигателя (кВт⋅ч) | Максимальная скорость (км/ч) | Длина (м) | Полный вес (т) |
| ------- | ------------- | ------------------------ | ------------- | ------------------------- | ------------------ | -------------------------- | ---------------------------- | --------- | -------------- |
| D02—06  | A39           | 416                      | NEOMAN        | 2005                      | 113                | 235                        | 85                           | 13,7      | 26             |
| D07     | Citywide LF   | 1                        | Scania        | 2015                      | 80                 | 206                        | 80                           | 11        | 18             |
| D08     | Citea DLF 114 | 1                        | VDL           | 2015                      | 86                 | 206                        | 80                           | 11,4      | 19,2           |

## Проблемы и перспективы развития

### Проблемы дизельного автобуса
Имидж берлинского автобуса, некогда любимца городских властей, в наши дни далёк от позитивного. Шумовое загрязнение, выбросы углекислого газа, тонкой пыли, оксидов азота NOx и других вредных веществ — вот  далеко не полный список, ставящийся ему в вину. Нельзя упускать из виду так же в целом недостаточно высокую безопасность автобусного движения: только в 2017 году в ДТП с участием автобусов на улицах Берлина пострадало 656 человек и 1 погиб.
Стратегия развития транспортной системы немецкой столицы предусматривает перевод части пассажиропотока на вновь строящиеся трамвайные линии и полную замену дизельных автобусов на электробусы к 2030 году. Поскольку доля рейсовых автобусов в превышении допустимых концентраций оксидов азота на некоторых участках дорог достигает 15%, принимаются меры по оснащению маршрутных автобусов фильтрами системы SCRT, позволяющими уменьшить их содержание в выхлопных газах на 80 %. К концу 2018 года все автобусы BVG должны соответствовать стандарту Евро-5 (при этом, десять лет назад таковых было менее 15 %), а спустя ещё год — приблизиться к требованиям Евро-6. Кроме того, все они оборудованы противосажевыми фильтрами, пропускающими не более 10 % взвешенных частиц.

### Автобус или трамвай?

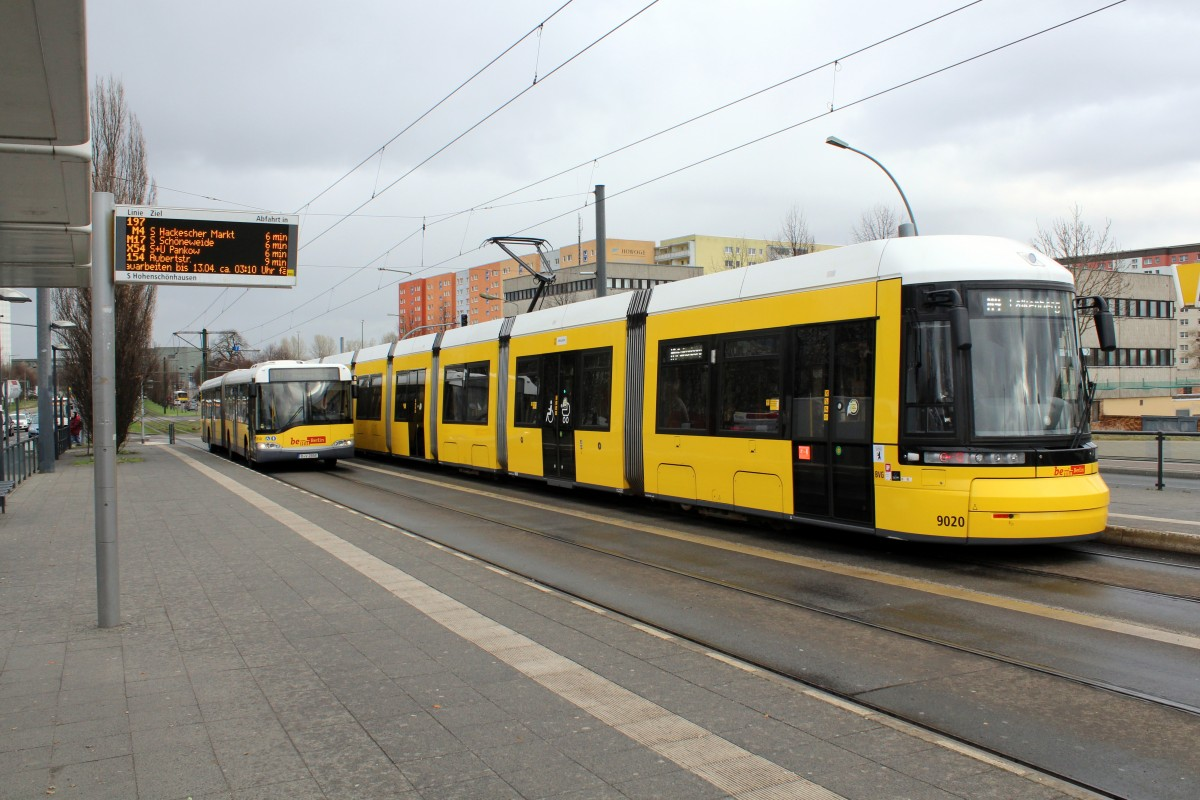
Автобус и трамвай BVG

Поскольку трамвай  в настоящее время является единственным транспортом, способным в той или иной мере заменить берлинский городской автобус, интересно их прямое сравнение, которое за исключением расходов на создание инфраструктуры выглядит не в пользу последнего (примечание: пунктуальность — процент рейсов, выполненных с отклонением от графика не более 5 минут, регулярность — общий процент выполненных рейсов от плана):
| Вид транспорта | Подвижной состав (ед.) (2017 г) | Средняя скорость движения (км/ч) (2017 г) | Средняя заполняемость (чел.) (2016 г) | Количество пассажиров (на одном маршруте за час движения) (чел.) | Пунктуальность (%) (2017 г) | Регулярность (%) (2017 г) | Количество ДТП (на 100 тыс. км) (2014—2017 гг) | Выбросы углекислого газа (г/пкм) (2016 г) | Выбросы оксидов азота (г/пкм) (2016 г) | Выбросы тонкой пыли (г/пкм) (2016 г) | Шумовое загрязнение (при скорости 60 км/ч) (dB(A)) | КПД двигателя (%) | Стоимость инфраструктуры (млн. €/км) |
| -------------- | ------------------------------- | ----------------------------------------- | ------------------------------------- | ---------------------------------------------------------------- | --------------------------- | ------------------------- | ---------------------------------------------- | ----------------------------------------- | -------------------------------------- | ------------------------------------ | -------------------------------------------------- | ----------------- | ------------------------------------ |
| Трамвай        | 342                             | 19                                        | 32,7                                  | 2 000—4 000                                                      | 91,0                        | 96,2                      | 1,5                                            | 10,36                                     | 0,06                                   | 0,000                                | 73—76                                              | 85                | 10—15                                |
| Автобус        | 1400                            | 19,5                                      | 16,5                                  | 1 700                                                            | 87,2                        | 91,7                      | 3,1                                            | 100,59                                    | 0,32                                   | 0,002                                | 74—77                                              | 30                | 0,3—1,0                              |

Необходимо заметить, что строительство новых трамвайных линий становится экономически целесообразным при пассажиропотоках более 30 тыс. чел. в день, поэтому планируется заменить на трамваи лишь порядка 110 автобусов.

### Электробус
Для менее загруженных маршрутов предполагается перевод остального автобусного парка на электрическую тягу. Достижение этой цели осложняется более высокой (в 2—3 раза) стоимостью электробусов, необходимостью их частой подзарядки вкупе с неразвитостью необходимой инфраструктуры и отсутствием предложения по соответствующим двухэтажным моделям. Пробные рейсы проделали уже 8 моделей электробусов различных европейских производителей, однако только к концу 2021 года планируется организовать эксплуатацию немногим более 130 электрических автобусов.
В настоящий момент рассматриваются три различных варианта зарядки батарей маршрутных электробусов: в автобусном парке, на конечных остановках и от контактной сети прямо во время движения по принципу троллейбуса. Окончательное решение будет, по всей видимости, комбинацией из всех предложенных. Кроме того, BVG проводит первые испытания автономного вождения электробусов, на которые выделено более 4 млн. €.

## Галерея

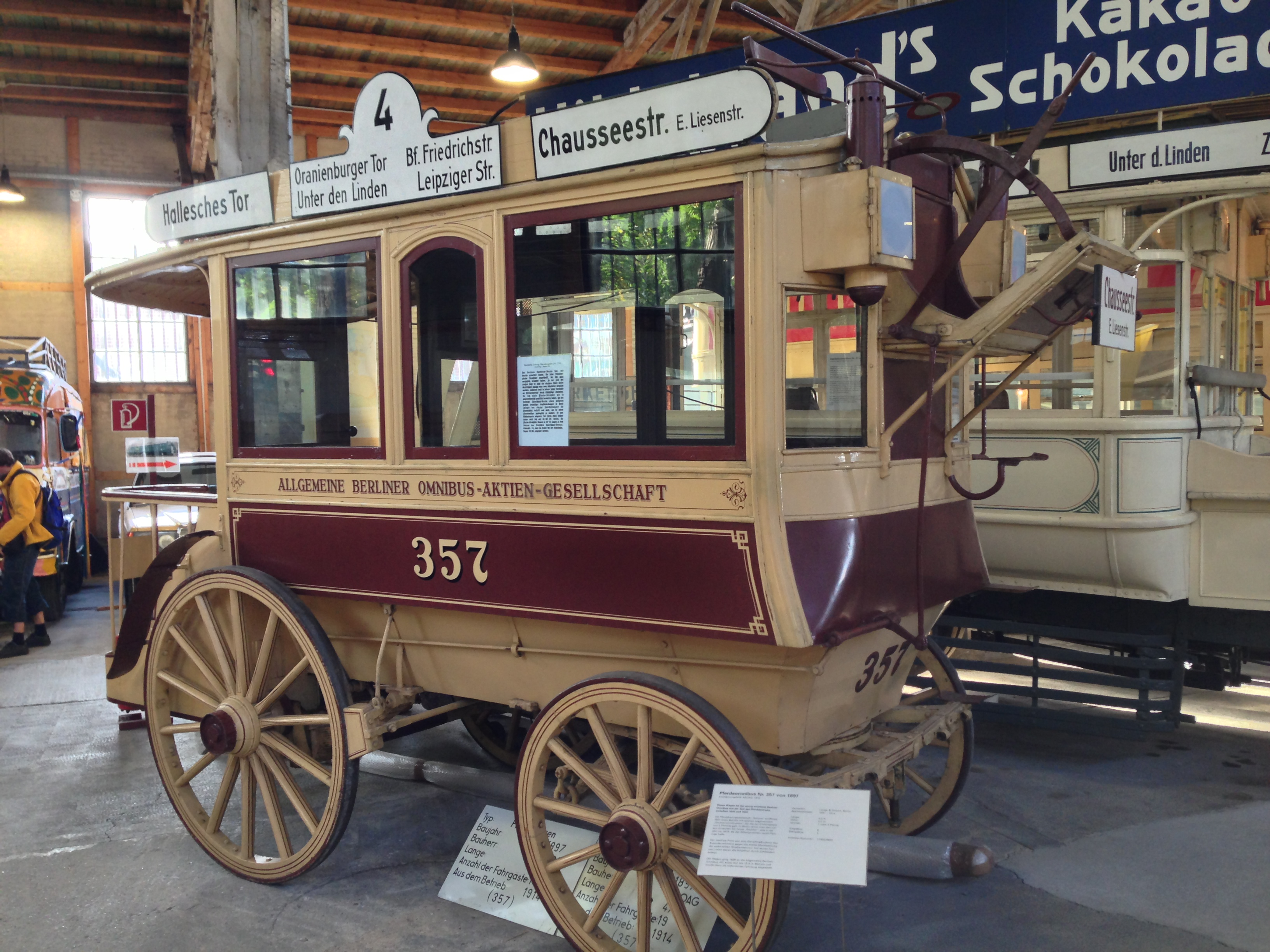
Отреставрированный омнибус (выпуск 1897) из коллекции Технического музея
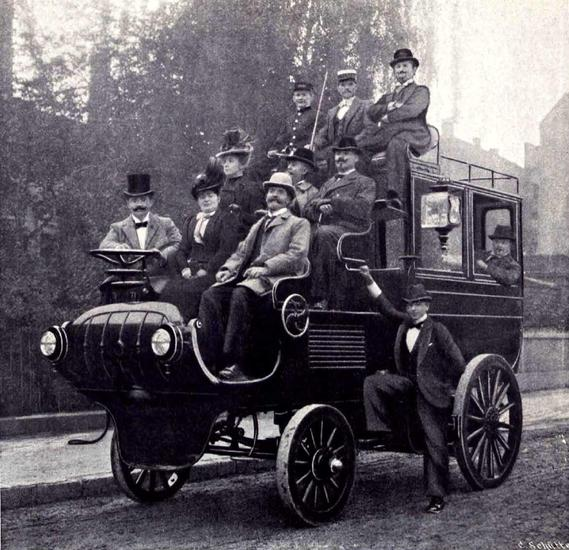
Один из первых берлинских электробусов (сентябрь 1899)
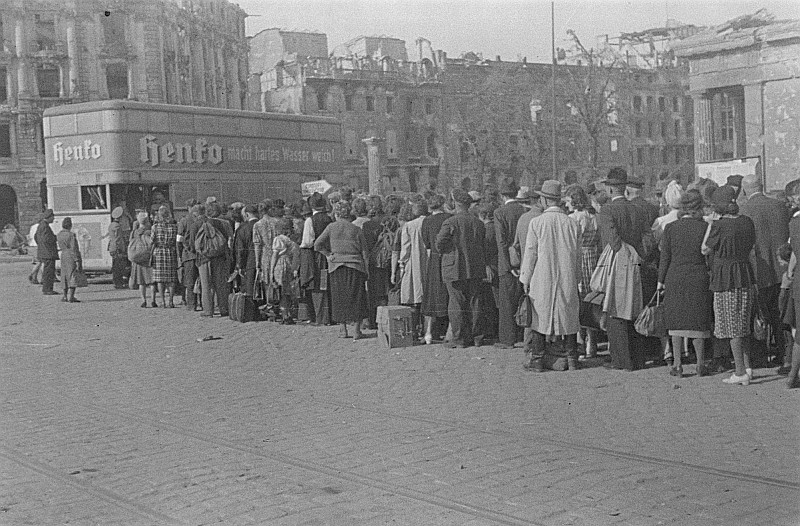
Очередь на автобус у Потсдамской площади (май 1945)
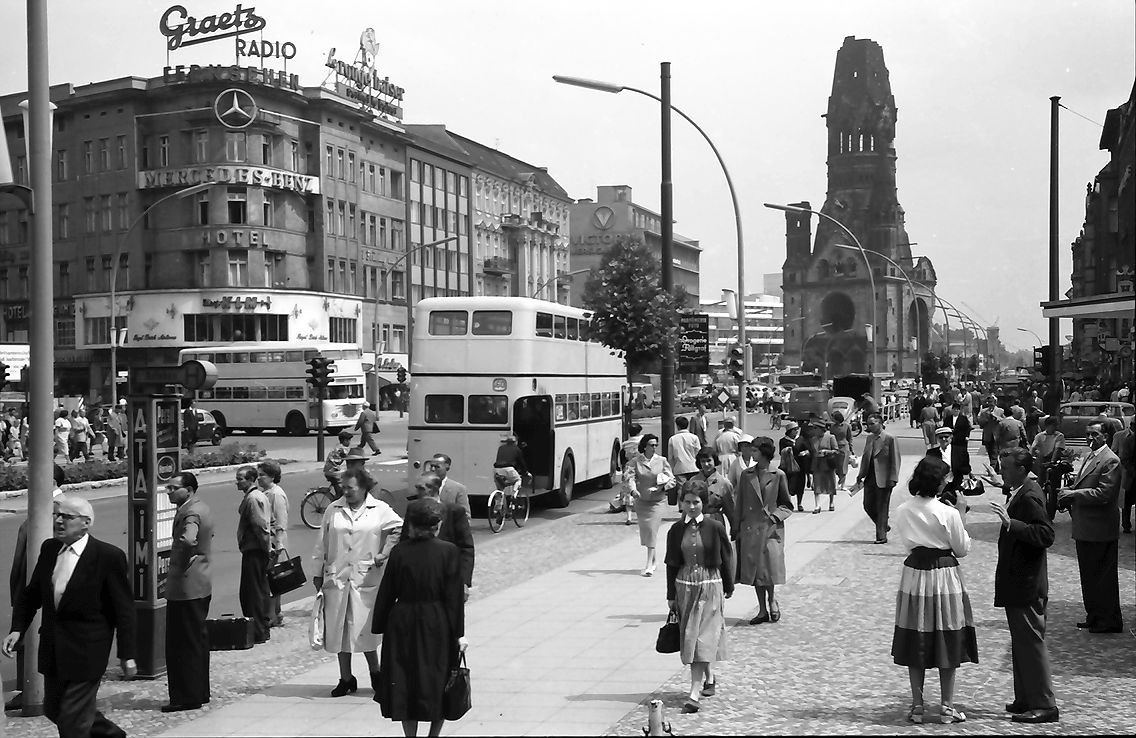
Büssing D2U на Курфюрстендамм (июль 1957)
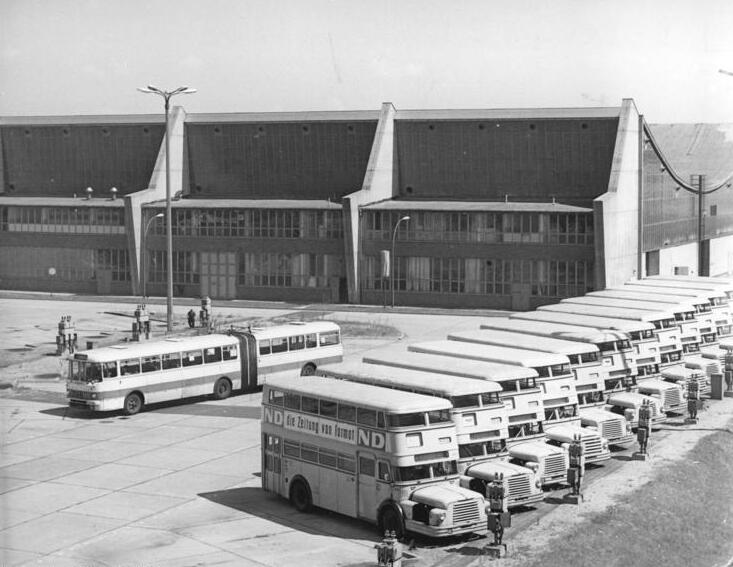
Автобусный парк в Вайсензе (июль 1969)
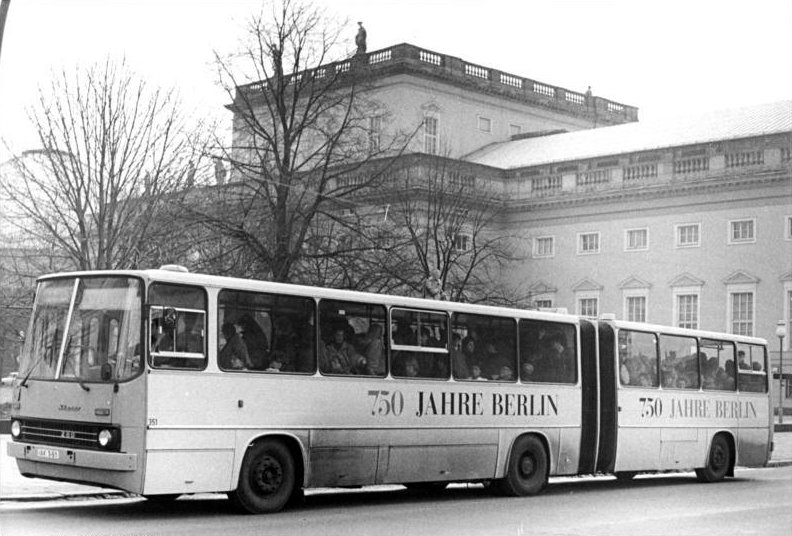
Ikarus 280 в год празднования 750-летия Берлина (март 1987)
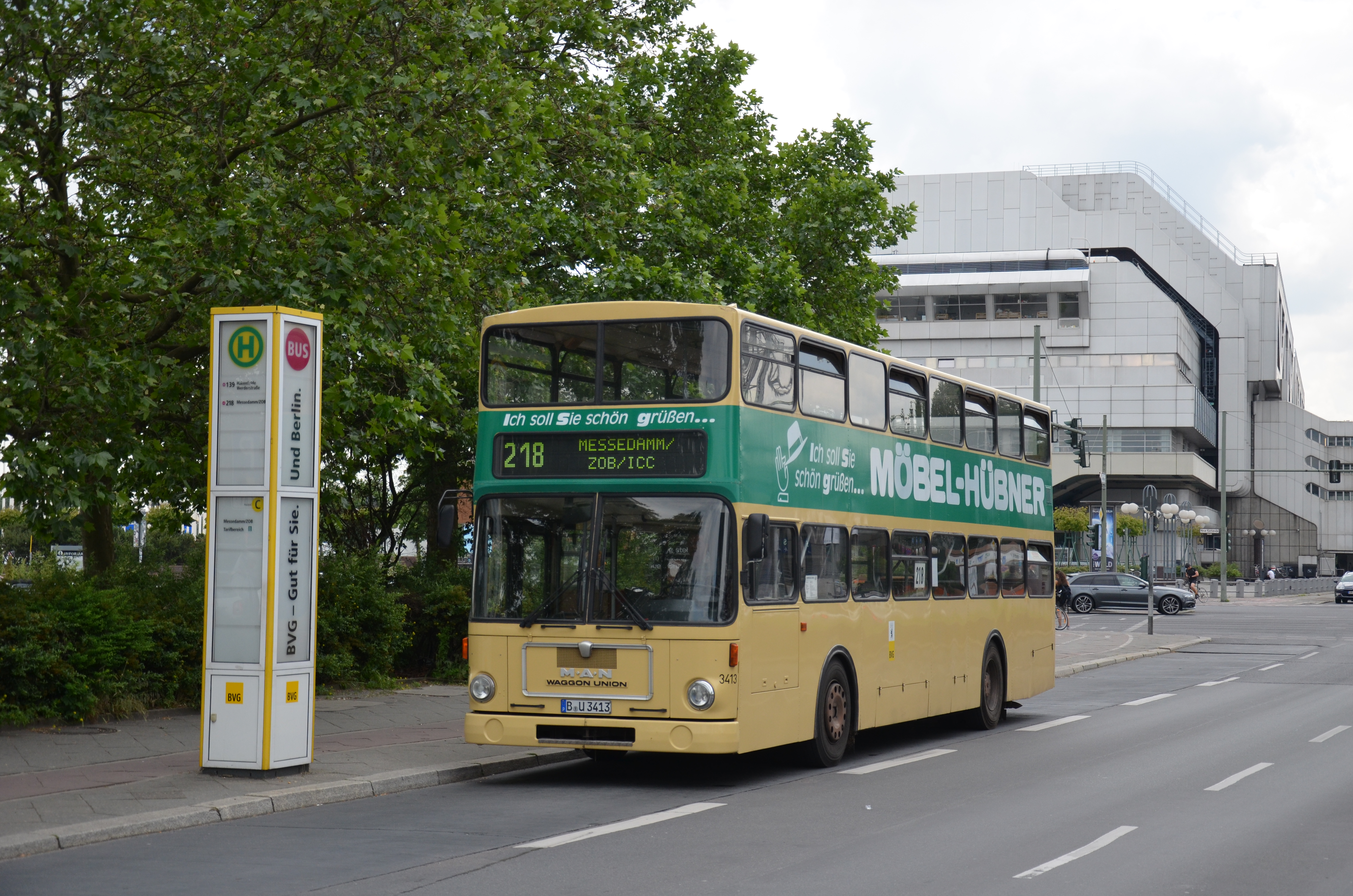
MAN SD200 до сих пор можно встретить на маршруте 218
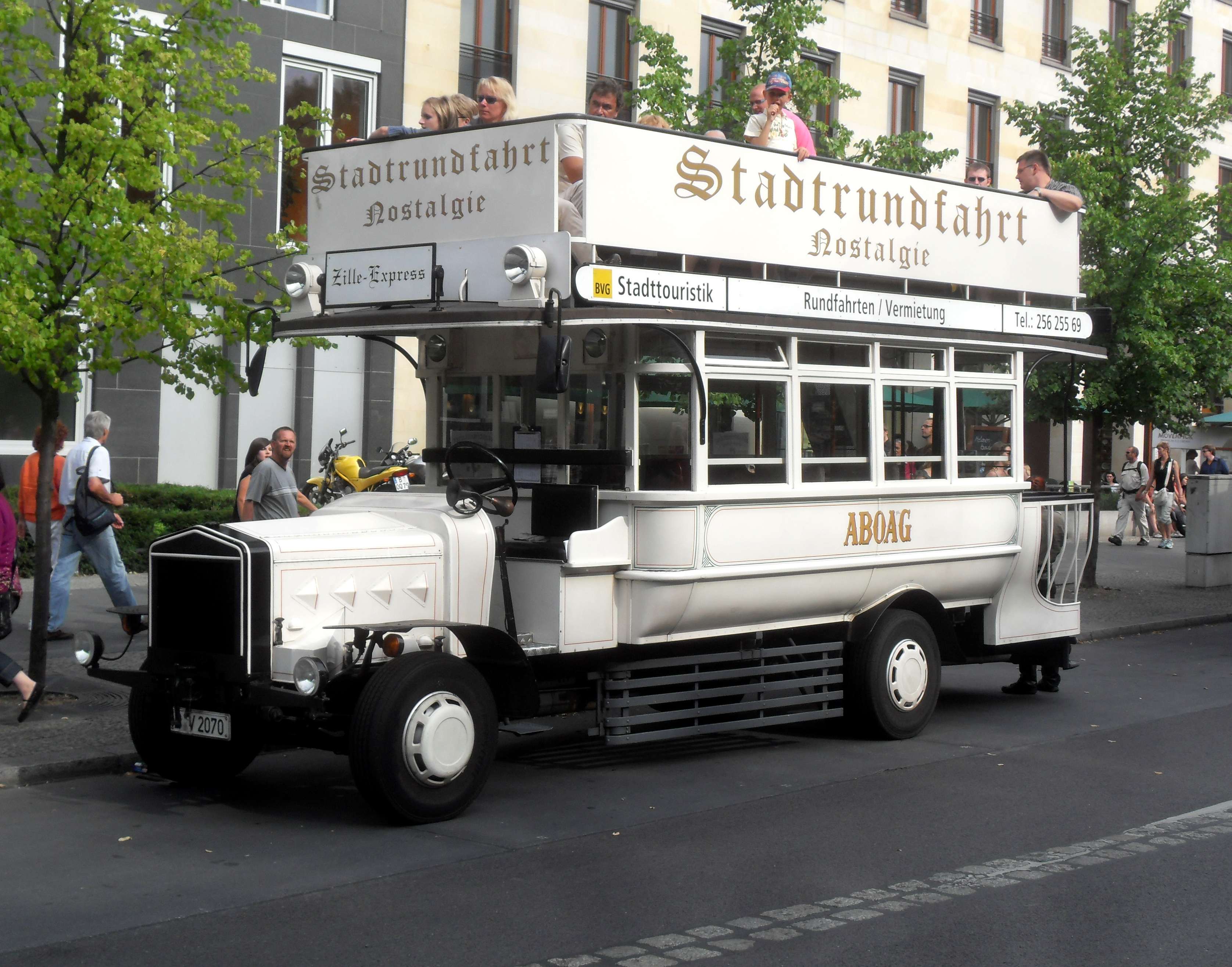
Автобус RK-Wagen на обзорной экскурсии по Берлину